# Knipowitschia

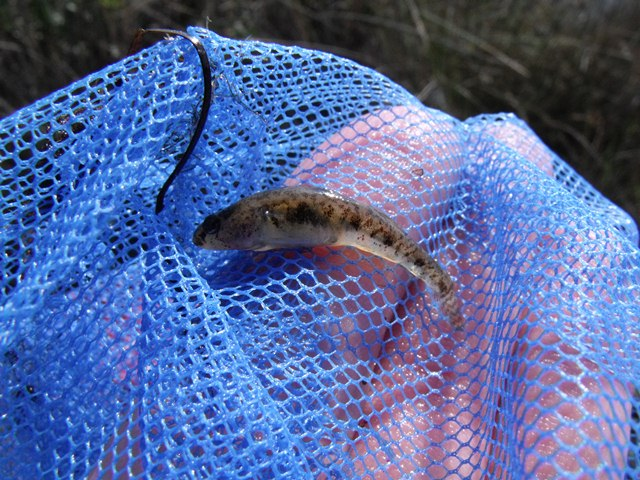
Knipowitschia panizzae

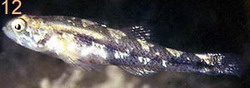
Knipowitschia caucasica

Knipowitschia è un genere di pesci ossei appartenenti alla famiglia Gobiidae.

## Etimologia
Questo genere prende il nome dall'ittiologo sovietico Nikolai Mikhailovich Knipovich.

## Distribuzione e habitat
Sono diffusi dalle regioni del mar Caspio all'Italia, dove sono presenti due specie: l'autoctona K. panizzae e l'introdotta K. goerneri.
Molte specie vivono in acqua dolce mentre altre, fortemente eurialine, sono diffuse in acque salmastre o marine. Il panzarolo, precedentemente includo nel genere Knipowitschia, è attualmente considerato parte del genere Orsinigobius.

## Specie
- Knipowitschia byblisia
- Knipowitschia cameliae
- Knipowitschia caucasica
- Knipowitschia caunosi
- Knipowitschia ephesi
- Knipowitschia goerneri
- Knipowitschia iljini
- Knipowitschia longecaudata
- Knipowitschia mermere
- Knipowitschia milleri
- Knipowitschia montenegrina
- Knipowitschia mrakovcici
- Knipowitschia panizzae
- Knipowitschia radovici
- Knipowitschia thessala